# Европейски шахматен съюз
Европейският шахматен съюз (накратко ЕШС) е международна независима асоциация с нестопанска цел, чиято основа цел е да промотира и защитава развитието на шахматната игра в Европа. Съюз се намира в Белград, Сърбия.

## История

### Предпоставки за възникване
Създаването на европейския шахматен съюз е тясно свързано с появата и разширяването на Световната шахматна федерация. Основана през 1924 година, ФИДЕ първоначално включва четиринадесет федерации-членки, като дванадесет от тях се намират в Европа. След 1970 година във ФИДЕ е допуснато членството на шахматни федерации, които произхождат от Азия, Африка и Латинска Америка. През 1982 година, Световната шахматна федерация е оглавена от филипинеца Флоренцио Кампоманес, първият президент на международната федерация, който не произхожда от Европа. С разширяването на ФИДЕ и нейната отвореност към шахматните федерации от всички континенти, европейските членки започват да чувстват, че не са достатъчно добре представени в световната федерация. В резултат се заражда идеята за създаване на нова структура, която да защитава интересите на европейския шахмат.

### Основаване
През 1985 година е основан Европейския шахматен съюз, с първи президент Ролф Литорин. Това се случва по време на Конгреса на ФИДЕ в австрийския град Грац.